# West Newbury
West Newbury ist eine Town in Neuengland. Das U.S. Census Bureau hat bei der Volkszählung 2020 eine Einwohnerzahl von 4500 ermittelt.

## Geographie
West Newbury liegt im Essex County in Massachusetts am Ufer des Merrimack Rivers, etwa 40 Kilometer von Boston entfernt. Mit den anliegenden Orten Merrimac und Groveland bildet der Ort den gemeinsamen Pentucket Regional School District.
Nach den Angaben des United States Census Bureau beträgt die Fläche der Stadt 37,8 km², davon entfallen 35 km² auf Land und 2,8 km² (7,4 %) auf Wasserflächen.

## Geschichte
West Newbury wurde erstmals im Jahre 1635 als Teil der anliegenden Ortschaft Newbury besiedelt. Am 18. Februar 1819 verabschiedete der Massachusetts General Court ein Gesetz „zur Eintragung der Stadt Parsons“. Der ursprüngliche Vorschlag war bereits im späten 18. Jahrhundert gemacht worden, aber Newbury hatte sich, nachdem es bereits auf Newburyport verzichten musste, entschieden gegen die Verselbständigung gewehrt und damit die Maßnahme einige Jahrzehnte blockiert. Am 14. Juni 1820 wurde ein weiteres Gesetz verabschiedet, mit welchem der Name Parsons in West Newbury geändert wurde.

## Demographie
Beim United States Census 2000 wurden in West Newbury 4306 Einwohner in 1392 Haushalten und 1183 Familien gezählt. Die Bevölkerungsdichte betrug 118,5 Einwohner/km². Die Zahl der Wohneinheiten war 1423, das entspricht einer Dichte von 40,6 Wohnungen/km².
Die Einwohner bestanden im Jahre 2000 zu 94,48 % aus Weißen, 0,19 % African American, 0,02 % Native American, 0,53 % Asiaten, 0,00 % Pacific Islander, 0,36 % stammten von anderen Rassen und 0,41 % von zwei oder mehr Rassen ab. 0,65 % der Bevölkerung gaben beim Census an, Hispanos oder Latinos zu sein.
In 46,6 % der Haushalte lebten Kinder unter 18 Jahren und in 76,8 % der Haushalte lebten verheiratete Paare zusammen, 6,2 % der Haushalte hatten einen weiblichen Haushaltsvorstand ohne anwesenden Ehemann und 15,0 % der Haushalte bildeten keine Familien. 11,9 % aller Haushalte bestanden aus Einzelpersonen und in 5,2 % war jemand im Alter von 65 Jahren oder älter alleinlebend. Die durchschnittliche Haushaltsgröße war 2,98 Personen und die durchschnittliche Familie bestand aus 3,25 Personen.
Von der Einwohnerschaft waren 30,0 % weniger als 18 Jahre alt, 4,3 % entfielen auf die Altersgruppe von 18 bis 24 Jahre, 27,0 % waren zwischen 25 und 44 Jahre alt und 29,9 % zwischen 45 und 64 Jahre. 8,8 % waren 65 Jahre alt oder älter. Das Durchschnittsalter war 40 Jahre. Auf jeweils 100 Frauen entfielen 99,5 Männer; bei den über 18-Jährigen entfielen auf 100 Frauen jeweils 93,9 Männer.
Das Durchschnittseinkommen pro Haushalt betrug 92.828 US-$ und das mittlere Familieneinkommen war 99.050 US-$. Die Männer verfügten durchschnittlich über ein Einkommen von 80.670 US-$, gegenüber 40.189 US-$ für Frauen. Das Pro-Kopf-Einkommen belief sich auf 35.323 US-$. Etwa 2,8 % der Familien und 3,8 % der Bevölkerung lebten unterhalb der Armutsgrenze; dies betraf 3,8 % derer unter 18 Jahren und 9,8 % der Altersgruppe 65 Jahre oder älter.

## Söhne und Töchter der Stadt
- John Cena (* 1977), Profiwrestler und Schauspieler
- Cornelius Conway Felton (1807–1862), Literaturwissenschaftler und Hochschullehrer
- Katherine Tingley (1847–1929), Theosophin und Sozialreformerin